# Ennadai
Ennadai ist ein Gebiet am Ennadai-See (Ennadai Lake), in dem eine Gruppe von den Karibu-Inuit zugehörigen Ahiarmiut viele Generationen lang als Jäger gelebt und ihre Camps besessen hatte, bis kanadische Behörden sie im Mai 1957 zwangen, das angestammte Gebiet zu verlassen.
Der Ennadai-See liegt am Südende des sich nordwärts bis zum Thelon River und zum Baker Lake über die Barrenlands erstreckenden ehemaligen Siedlungsgebiets der Karibu- oder Inland-Inuit und wird vom Kazan River durchströmt. Spuren der Ahiarmiut sind kaum mehr vorhanden.
Gegenwärtig befindet sich am Ennadai-See eine Fischfang-Lodge, die „Ennadai Lodge“. Die nächstgelegene Siedlung ist Arviat.